# Aspidites melanocephalus
Aspidites melanocephalus — вид змій родини пітонових (Pythonidae). Ендемік Австралії. Один із 2 видів роду Aspidites.. Вид занесений до Вашингтонської конвенції (CITES).

## Етимологія
Наукова назва виду melanocephalus походить від грецьких слів melano, що означає «чорний», і cephalus, що означає «голова», тобто «чорноголовий».
Назва на інших мовах: Black-headed Python (англ.; дослівно «пітон чорноголовий»); Schwarzkopfpython (нім.; дослівно «пітон чорноголовий»); черноголовый питон (рос.).

## Опис
Загальна довжина сягає 2,5—3 м. Голова стиснута з боків і витягнута. Тулуб товстий, кремезний. Хвіст тонкий. Передщелепні зуби відсутні.
Тіло вкрите гладенькою лускою, помірно черепитчастою, на вершині округлою. Навколо середини тулуба 43—63 ряди луски. Черевних щитків 273—359, підхвостових щитків 43—69. Анальний щиток 1. Голова вкрита симетричними щитками. Носовий щиток цілий. Тім'яні щитки фрагментовані, два із них симетричні, зазвичай розділені дрібними лусочками.
Забарвлення верхньої частини тіла темно-коричневе, з боків золотаве або кремове, з чорними поперечними смугами на спині та жовтими на боках. Голова блискучого чорного кольору. Молодь сильно смугаста.

## Поширення
Ендемік Австралії. Мешкає в штатах Квінсленд, Північна Територія, Західна Австралія.

## Особливості біології
Населяє кам'янисті місцевості, напівпустелі, прибережні ліси, аридні чагарникові зарості, трапляється на сільськогосподарські полях. Веде переважно нічний спосіб життя. Проводить багато часу під землею, використовуючи нори ссавців і варанів, рідше викопує власні нори.
Живиться переважно зміями, зокрема сильно отруйними. При цьому укуси отруйних змій на нього майже не впливають. Рідше полює на дрібних ссавців, птахів та ящірок. Розмір здобичі може майже дорівнювати довжині самого пітона.
Пітон чорноголовий належить до яйцекладних змій. Парування відбувається з липня по вересень, а яйця (6—18) відкладаються самицями з жовтня по листопад. Через 2—3 місяці з'являються молоді пітони.

## Охорона
Стан більшості природних популяцій виду в межах ареалу залишається більш-менш стабільним. Саме тому він, згідно Червоного списку МСОП, отримав охоронний статус «відносно благополучний вид». Пітон чорноголовий страждає від неконтрольованої торгівлі домашніми тваринами. Тому вид занесений до Додатку ІІ Вашингтонської конвенції (CITES).

## Практичне значення
Раніше пітони добувались аборигенами для їжі.
Цей вид є частиною австралійської, європейської, японської та американської торгівлі домашніми тваринами.  Зараз багато екземплярів розводять у неволі, тому існує невеликий попит на диких тварин.